# 日本のスナック菓子

日本のスナック菓子（にほんのスナックがし）の一覧。ポテトチップスなど以下の商品などが市場で販売されている。
なお、スナック菓子については本項参照のこと。

## 代表的な商品名
- ポテトチップス
- かっぱえびせん
- おさつスナック
- カール
- キャベツ太郎
- とんがりコーン
- オーザック
- ピザポテト
- カラムーチョ
- 暴君ハバネロ
- チップスター
- プリングルズ
- じゃがりこ
- おっとっと
- ポテロング
- スコーン
- うまい棒
- ベビースターラーメン
- キャラメルコーン
- サッポロポテト
- わさビーフ
- ドリトス
- たべっ子どうぶつ

## 主なスナック菓子メーカー
- カルビー（東京都千代田区）
- 湖池屋（東京都板橋区） - 日清食品ホールディングス子会社
- 江崎グリコ（大阪府大阪市西淀川区）
- 亀田製菓（新潟県新潟市江南区）
- おやつカンパニー（三重県津市）
- 東ハト（東京都豊島区） - 山崎製パン子会社
- ブルボン（新潟県柏崎市）
- 明治（東京都中央区）
- 森永製菓（東京都港区）
- 味覚糖（大阪府大阪市中央区）
- 日清シスコ（大阪府堺市堺区） - 日清食品ホールディングス子会社
- ヤマザキビスケット（東京都新宿区） - 山崎製パン子会社
- リスカ（茨城県常総市）
- 菓道（茨城県常総市）
- ハウス食品（大阪府東大阪市）
- 山芳製菓（東京都板橋区）
- ジャパンフリトレー（茨城県古河市）
- マスヤ（三重県伊勢市）
- ぼんち（大阪府大阪市淀川区）- 日清食品ホールディングス子会社
- 大和製菓（長崎県佐世保市）